# Max Kilman
Maximilian William „Max“ Kilman (* 23. Mai 1997 in London) ist ein englischer Fußballspieler, der bei West Ham United unter Vertrag steht.

## Karriere

### Verein
Kilman wurde in der Jugendakademie des FC Fulham ausgebildet. Als Teenager schloss er sich dem Futsal-Klub Genesis an, spielte jedoch weiterhin Fußball. Er wurde mit 18 für die englische Futsal-Nationalmannschaft nominiert und spielte in 25 Länderspielen. 2015 wechselte er zu Maidenhead United und wurde für die Spielzeit 2016/17 an FC Marlow ausgeliehen. Nach seiner Rückkehr zu seinem Stammverein absolvierte er 39 Partien, bevor er am letzten Tag des Transferfensters im August 2018 zu Wolverhampton Wanderers wechselte. Seine Futsal-Karriere hat er seitdem nicht mehr weiterverfolgt. Dort spielte er zunächst für die U23 und half der Mannschaft zum Aufstieg in die höchste Liga der Premier League 2. Im Dezember 2018 wurde Kilman zum ersten Mal für den Kader der Profimannschaft berufen. Sein Premier-League-Debüt absolvierte er am 4. Mai 2019, als er in der dritten Nachspielminute der zweiten Halbzeit im Spiel gegen den FC Fulham eingewechselt wurde.
Im Juli 2024 wechselte er zu West Ham United und unterschrieb dort einen Vertrag bis 2031.